# مارتي مان
مارتي مان (بالإنجليزية: Marty Mann)‏ هي كاتِبة أمريكية، ولدت في 15 أكتوبر 1904، وتوفيت في 22 يوليو 1980 بسبب سكتة.